# Antonio Muñoz (tennista)
Antonio Muñoz (Barcelona, 1 de març de 1951) va ser un tennista professional de Barcelona, Catalunya. Durant la seva carrera, Antonio Muñoz va arribar a deu finals de l'ATP en categoria de dobles, i va guanyar en cinc ocasions. Va arribar al seu top del rànquing mundial quan va ser a la posició número 74. De jove, va guanyar el Roland Garros l'any 1969 en categoria júnior, però en el circuit mai va aconseguir un títol individual.

## Palmarès: 5

### Dobles: 10 (5−5)
| Resultat  | Núm. | Data                   | Torneig                      | Superfície   | Parella           | Oponents en la final                  | Marcador           |
| --------- | ---- | ---------------------- | ---------------------------- | ------------ | ----------------- | ------------------------------------- | ------------------ |
| Finalista | 1.   | 23 de juliol de 1973   | Hilversum, Països Baixos     | Terra batuda | Andrés Gimeno     | Iván Molina Allan Stone               | 6−4, 6−7, 4−6      |
| Finalista | 2.   | 8 d'octubre de 1973    | Barcelona, Espanya           | Terra batuda | Manuel Orantes    | Ilie Năstase Tom Okker                | 6−4, 3−6, 2−6      |
| Guanyador | 1.   | 13 de maig de 1974     | Múnic, Alemanya Occidental   | Terra batuda | Manuel Orantes    | Jürgen Fassbender Hans-Jürgen Pohmann | 2−6, 6−4, 7−6, 6−2 |
| Guanyador | 2.   | 7 d'octubre de 1974    | Madrid, Espanya              | Terra batuda | Patrice Dominguez | Brian Gottfried Raúl Ramírez          | 6−1, 6−3           |
| Guanyador | 3.   | 3 de març de 1975      | El Caire, Egipte             | Terra batuda | Manuel Orantes    | Jaime Pinto-Bravo Belus Prajoux       | 3−6, 6−3, 6−4, 7−5 |
| Guanyador | 4.   | 20 de juny de 1976     | Berlín, Alemanya Occidental  | Dura         | Patricio Cornejo  | Jürgen Fassbender Hans-Jürgen Pohmann | 7−5, 6−1           |
| Guanyador | 5.   | 11 de juliol de 1977   | Hilversum                    | Terra batuda | José Higueras     | Jean-Louis Haillet François Jauffret  | 6−1, 6−4, 2−6, 6−1 |
| Finalista | 3.   | 10 d'octubre de 1977   | Madrid                       | Terra batuda | Manuel Orantes    | Bob Hewitt Frew McMillan              | 7−6, 6−7, 3−6, 1−6 |
| Finalista | 4.   | 21 de novembre de 1977 | Buenos Aires, Argentina      | Terra batuda | Ricardo Cano      | Ion Țiriac Guillermo Vilas            | 4−6, 0−6           |
| Finalista | 5.   | 15 de maig de 1978     | Hamburg, Alemanya Occidental | Terra batuda | Víctor Pecci      | Wojtek Fibak Tom Okker                | 2−6, 4−6           |